# Babák
A Babák (Dolls) 1987-es amerikai-olasz horrorfilm, amelyet Stuart Gordon rendezett, producerként Charles Band (Gyilkos bábok) és Brian Yuzna (Tágra nyílt elme) működött közre. A forgatókönyvet Ed Naha (Troll) írta. A főszerepekben Stephen Lee, Guy Rolfe (ismét egy bábmester szerepében), Hilary Mason, valamint Ian Patrick Williams és Bunty Bailey látható. A történetben egy hatalmas vihar elől menekülő hat emberből álló csoport lel menedékre egy idős bábkészítő és felesége kastélyában. Az utolsó képsorok feltárják, hogy az idős bábművész bábjai valójában elátkozott erkölcstelen bűnözők, akiket már évekkel korábban megöltek és bebörtönöztek a báb testekben, hogy bűneikért fizessenek.

## Történet
A történet egy bájos kislánnyal, Judy-val (Carrie Lorraine) kezdődik. Judy a nyári szünetet gonosz szüleivel, gyűlölt apjával és kegyetlen mostohaanyjával tölti. Utazásuk során autójuk lerobban az óriási viharban, ezért kénytelenek rögtönzött szállást keresni a környéken a világtól elvonultan élő idős házaspárnál, a játékkészítő Gabriel Hartwicke (Guy Rolfe) és felesége, Hilary (Hilary Mason) hátborzongató kastélyában menedékre lelnek. Közben két stoppos lány és a szerencsétlen balek Ralph (Stephen Lee) is csatlakozik a ház lakóihoz. Gyorsan világossá válik, hogy a Hartwicke kastélyban furcsa dolgok zajlanak. Az idős házaspár babákat gyűjt és készít. Gabriel vérszomjas babái éjjelente életre kelnek, és válogatás nélkül öldökölnek. Az emberek Judy körül különféle rémisztő módon hullani kezdenek. Ő az egyetlen ki tudja mi zajlik körülötte.

## Szereposztás
| Karakter          | Színész              | Magyar hang    |
| ----------------- | -------------------- | -------------- |
| Ralph Morris      | Stephen Lee          | Sótonyi Gábor  |
| Gabriel Hartwicke | Guy Rolfe            | Rosta Sándor   |
| Hilary Hartwicke  | Hilary Mason         | Kovács Nóra    |
| David Bower       | Ian Patrick Williams | Varga Gábor    |
| Rosemary Bower    | Carolyn Purdy-Gordon | Solecki Janka  |
| Enid              | Cassie Stuart        | Hermann Lilla  |
| Isabel Prange     | Bunty Bailey         | Pekár Adrienn  |
| Judy Bower        | Carrie Lorraine      | Gyarmati Laura |

## Megjelenés
- A Babák Magyarországon az AMC TV-csatornán került vetítésre, szinkronizálva.[2]
- A film Blu-ray disc-en 2014. november 11-én jelent meg az Amerikai Egyesült Államokban.[3]

## Kritikai fogadtatás
- A Rotten Tomatoes esetében a film  8,203 értékelési kritérium alapján 51%-os minősítést kapott.[4]
- Az IMDb filmadatbázison 6.4 ponton állt 2018 novemberében.[5]
- Stuart Gordon már rögtön az első, 1985-ös Re-animátor című groteszk mesterművével beírta magát a műfaj történetébe, a nyolcvanas években pedig további két bizarr klasszikust készített. Szokványosnak nem nevezhető Lovecraft-adaptációja, a Tágra nyílt elme (From Beyond) mellett harmadik filmje, a Babák kisebb figyelmet kapott, pedig klisés kezdete ellenére simán felveszi a versenyt első két rendezésével: ez is egy hasonlóan abszurd és véres horrormese.[6]